# Grand Prix de Denain 1986
Il Grand Prix de Denain 1986, ventottesima edizione della corsa, si svolse il 3 aprile su un percorso con partenza e arrivo a Denain. Fu vinto dal francese Bruno Wojtinek della Peugeot-Shell-Michelin davanti al belga Johan Capiot e al francese Christophe Lavainne.

## Ordine d'arrivo (Top 10)
| Pos. | Corridore                  | Squadra                | Tempo |
| ---- | -------------------------- | ---------------------- | ----- |
| 1    | Bruno Wojtinek             | Peugeot-Shell-Michelin |       |
| 2    | Johan Capiot               | Roland-Van De Ven      |       |
| 3    | Christophe Lavainne        | Système U              |       |
| 4    | Paul Sherwen               |                        |       |
| 5    | Jean-Philippe Vandenbrande | Hitachi-Marc-Splendor  |       |
| 6    | Gilbert Duclos-Lassalle    | Peugeot-Shell-Michelin |       |
| 7    | Ronny Van Holen            | Lotto-Eddy Merckx      |       |
| 8    | Paul Haghedooren           | Lotto-Eddy Merckx      |       |
| 9    | Jan Nevens                 | Lotto-Eddy Merckx      |       |
| 10   | Patrick Cocquyt            | Hitachi-Marc-Splendor  |       |